# Tirohanga Hukapō
Tirohanga Hukapō ist ein Nebengipfel des Mount Morning an der Scott-Küste des ostantarktischen Viktorialands. Er ragt am Nordwesthang des Schildvulkans auf.
Sein aus dem Māori entliehener Name bedeutet so viel wie „Gletscherblick“. Von hier aus lassen sich das Koettlitz-Firnfeld und der Koettlitz-Gletscher überblicken.